# نيدا (لا كرونيا)
بلدية نيدا (بالإسبانية: Neda)‏، هي إحدى بلديات مقاطعة لا كرونيا إحدى مقاطعات إسبانيا، و التي تقع في منطقة جليقية شمال غرب إسبانيا.
يبلغ عدد سكانها 6,074 نسمة وفقاً لإحصائية سنة (2002).